# Thylakoïde
Le thylakoïde [du grec thylakos, sac, et oides, semblable] (on peut aussi écrire : thylacoïde) est un ensemble de membranes internes ou externes présent chez les cyanobactéries et dans les chloroplastes où se déroule la phase photochimique (ou claire) de la photosynthèse.
L'espace intérieur délimité par les membranes du thylakoïde s'appelle le lumen ou espace intrathylakoïdien.
L'espace extérieur est le cytoplasme chez les cyanobactéries, ou le stroma des chloroplastes chez les Eucaryotes photosynthétiques.
Il existe différents types de chlorophylle. Certains types de molécules de chlorophylle se trouvent dans la membrane des thylakoïdes et d'autres se trouvent dans des complexes moléculaires qui eux-mêmes forment des ensembles appelés photosystèmes. Parmi ces complexes moléculaires il y a des complexes collecteurs de lumière où se trouvent des molécules de chlorophylle a qui est un pigment photosynthétique. Certains des pigments présents voient leurs électrons excités par des photons. D'autres types de pigments reçoivent les électrons excités des pigments présents dans la membrane. Il existe deux sortes de photosystème. Le photosystème 2 (PS2)  est le premier à entrer en jeu lors de la photosynthèse. La lumière excite les électrons des pigments qui sont transférés vers le complexe du centre réactionnel. Il reçoit aussi les électrons excités des pigments présents dans la membrane. À cet endroit une chaîne de transport d'électron les emmène vers le photosystème 1 (PS1). L'électron est rejoint par un deuxième électron issu du PS1, lui aussi excité par un photon. Les électrons sont ensuite utilisés pour réduire des molécules de NADP+ en molécule de NADPH qui partent ensuite vers le cycle de Calvin qui se fait à l'extérieur des thylakoïdes. Les électrons qui partent des molécules de pigment sont remplacés par des électrons provenant de molécules d'eau. Leur oxydation forme du dioxygène et des protons H+. Ces protons ressortent du thylakoïde à travers une ATP synthase ce qui induit la formation d'ATP (adénosine triphosphate).
Les photosystèmes 1 se trouvent majoritairement sur l'extérieur du granum alors que les photosystèmes 2 se trouvent sur l'intérieur, c'est-à-dire en contact avec les membranes des autres thylakoïdes.
Dans les chloroplastes des plantes vertes, ce réseau membranaire est organisé en grana (granum au singulier), des empilements de vésicules aplaties (les lamelles) reliés entre eux par des thylakoïdes simples, non empilés (les lamelles stromatiques).

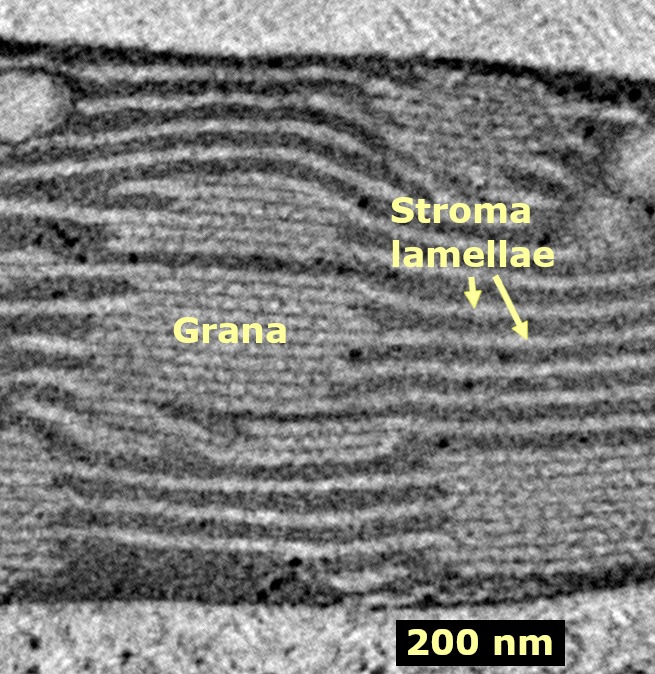
Grana (empilements de thylakoïdes) et thylakoïdes stromatiques (connectant des grana) dans un chloroplaste de plante verte (Laitue).